# Rune Wåhlberg
Rune Paul Daniel Wåhlberg, född 11 mars 1923 i Norrköpings Sankt Olai församling, Östergötlands län, död 16 februari 2014 i Björkekärrs församling, Västra Götalands län, var en svensk organist och pedagog.

## Biografi
Rune Wåhlberg studerade vid Kungliga Musikhögskolan i Stockholm. Han arbetade som organist bland annat i Härlanda församling i Göteborg 1958–1988. Dessutom undervisade han vid Musikhögskolan vid Göteborgs universitet i liturgiskt och solistiskt orgelspel, musikteori och tidig musik. Han tilldelades professors namn 1985. Han deltog som kommittéledamot i arbetet med Den svenska psalmboken 1986, 1986 års koralbok och den nuvarande kyrkohandboken.